# Миядзима, Акико
Акико Миядзима (яп. 宮島 秋子; род. 17 сентября 1966, Тояма) — японская легкоатлетка, специалистка по метанию копья. Выступала за сборную Японии по лёгкой атлетике в 1990-х годах, четырёхкратная чемпионка страны, участница летних Олимпийских игр в Атланте.

## Биография
Акико Миядзима родилась 17 сентября 1966 года в префектуре Тояма, Япония.
Окончила Университет Тюкё (1988). С 1991 года работала в компании Denso и выступала за местную легкоатлетическую команду.
Первого серьёзного успеха как спортсменка добилась в 1988 году, выиграв серебряную медаль японского национального чемпионата.
Впервые заявила о себе в лёгкой атлетике на международной арене в сезоне 1991 года, когда стала чемпионкой Японии в метании копья, вошла в состав японской национальной сборной и выступила на домашнем чемпионате мира в Токио, где с результатом 52,86 метра не смогла преодолеть предварительный квалификационный этап.
В 1992, 1993 и 1994 годах неизменно удерживала звание чемпионки Японии в метании копья. На чемпионате мира в Штутгарте показала результат 54,50 метра и в финал не вышла. Представляла страну на домашних Азиатских играх в Хиросиме, но попасть здесь в число призёров не смогла.
В апреле 1996 года на соревнованиях в Маэбаси установила свой личный рекорд в метании копья — 60,36 метра. Выполнив олимпийский квалификационный норматив, удостоилась права защищать честь страны на летних Олимпийских играх в Атланте — метнула здесь копьё на 53,98 метра, чего оказалось недостаточно для преодоления предварительного квалификационного этапа.
Впоследствии Миядзима оставалась действующей спортсменкой вплоть до 1998 года, хотя в последнее время уже не показывала сколько-нибудь значимых результатов на международном уровне.